# نضارينات
النضارينات أو فوق عائلة كرايسوميليوديا (الاسم العلمي: Chrysomeloidea) هي فصيلة عليو من الحشرات يتبع رتيبة الخنافس النهمة من رتبة الخنافس.

## التصنيف
- خنافس طويلة القرون
  - القرنبياوات
    - القرنبي
- خنافس الأوراق
  - النضارية
  - خنفساء البطاطس